# Postmoderní společnost
Postmoderní společnost je seskupení osob v době postmodernismu, myšlenkového směru konce 20. století. Společnost žije v období výrazné odloučenosti od minulosti, podle některých autorů de facto nahrazuje moderní společnost, jelikož nastává po ní, zaměřuje se na trendy soudobých sociálních změn. Jiní zase tvrdí, že něco jako postmoderní společnost neexistuje. Současně považuje koordinovanou politickou angažovanost za vyloučenou v důsledku vnitřních a vnějších souvislostí. Jako konec moderní a vznik postmoderní společnosti se nejčastěji uvádí druhá světová válka.
Podle ekonomie je tato společnost založena především na globálním trhu.
Francouzský sociolog Gilles Lipovetsky tvrdí, že „..v postmoderní společnosti (na rozdíl od moderní) převládá individuální nad všeobecným, psychologické nad ideologickým, komunikace nad politizací, různost nad stejnorodostí, permisivnost nad donucováním.“
Jednou z charakteristik postmoderní společnosti je ztráta zájmu o věci veřejné - politiku a společnost. Lipovetský tento jev nazývá společenskou dezercí a dává jej za vinu médiím a stále sílící globalizaci, která v lidech vyvolává strach z neurčité blížící se katastrofy (války, terorismu, hospodářské krize, ekologické katastrofy). 

## Charakteristické znaky
- bezmocnost, kterou pociťují jednotlivci ve vztahu ke globalizujícím trendům
- postmodernismus jako konec epistemologie a etiky, jelikož se společnost místo univerzitními pravidly řídí zdravým rozumem, není tak utvářen etický systém a upadá morálka
- odmítavý postoj k základům, za které bojovala společnost moderní: například k industrializaci, rychlé a rozšířené výstavby měst a odmítání zásad z předchozích let
- pluralita různorodých tvrzení, přičemž věda mezi nimi nemá privilegované postavení

## Životní styl v postmoderní společnosti
Teoretici, zabývající se modernou se shodují na tom, že životní styl postmoderní společnosti se stále více mění a nabývá na dynamičnosti. „… po roce 1990 došlo ke změnám hodnot prosazovaných a oceňovaných společností.“

## Postmoderna a společnost
Ve společnosti se diskutuje nad tím, že se nacházíme na prahu nové éry. Z tohoto důvodu začalo vznikat množství termínů, týkajících se tohoto přechodu. Nemnoho z nich naznačuje, že bude přechod pozitivní, jako jsou například termíny informační společnost nebo konzumní společnost. Naopak většina naznačuje, že se společnost blíží konci, proto pak termíny postmodernita, postmodernismus, postindustriální společnost, postkapitalismus.
Jean-François Lyotard pak popisoval postmoderní společnost jako „..společnost, jež se odklání od pokusů zdůvodňovat epistemologii a odklon víry v člověkem řízený pokrok,“
Polský sociolog Zygmunt Bauman tvrdí, že postmoderní společnost se vyznačuje fragmentarizací života. Moderní doba o sobě podle něj přemýšlela jako o „projektu“, který má svůj společenský cíl: postmoderní společnost je pak zánikem projektu a vytvořením dílčích cílů a epizod, které spolu vzájemně nesouvisejí.
Podle sociologa Anthonyho Giddense by se neměly vymýšlet nové pojmy jako je postmodernita. Místo toho by se měla více zkoumat modernita, jež je nedostatečně pochopená. „…za hranicemi modernity můžeme postřehnout obrysy nového a jiného řádu, který je postmoderní, ale zcela odlišný od toho, co je právě teď mnohými nazýváno postmodernistou.“

## Postmoderní vzorce osobnosti
Zygmunt Bauman v souvislosti s postmoderní společností hovoří o čtyřech vzorcích osobnosti. Ty existovaly už ve společnosti moderní, stály ale na jejím okraji: podle Baumana se v postmoderní společnosti stávají normou chování. Zároveň je možné jejich vzájemné prolínání v jedné osobě a většina členů dnešní společnosti alespoň jednomu odpovídá. Mobilita a anonymita postmoderní společnosti způsobují krizi identity, jelikož identita není daná jako v moderní společnosti, ale je chápána jako úkol, který musí jedinec zvládnout. Role člověka v postmoderní společnosti je navíc flexibilní a mění se v průběhu života, zatímco v moderní společnosti zůstávala konstantní.

## Vzorce osobností

### Zevloun
Zevloun (polsky spacerowitz – „ten, kdo se prochází“) je typ osobnosti, který využívá anonymity davu, díky níž si vytváří vlastní interpretaci reality. Zevloun se o své okolí zajímá pouze povrchně a bere ho pouze jako nástroj svého momentálního pobavení. Tento typ osobnosti souvisí s rozvojem měst, která poskytují mnohem větší svobodu, než kdy mohl poskytovat venkov. Podle Baumana představuje zevloun „prožitek svobody, svobody úplné, nezávislé na vůli a rozmarech jiných lidí, ale také svobody pouze představované, konvenční a bezzubé“. Typickým prostředím postmoderního zevlouna je nákupní centrum či obývací pokoj s televizí, která poskytuje podobné zážitky, jako dříve procházka v centru města.

#### Poutník
Dánský sociolog kultury Henning Bech vypočítal znaky, které tvoří životní zkušenosti dnešního zevlouna - tzv. Citysex. Jako motto k článku Společný život použil Bech citát z díla anglické spisovatelky Charlotty Brontëové, která popsala „údiv a rozkoš“, „extázi svobody a radosti“, jež zažívala při procházkách Londýnem. Hlavní princip myšlenky je v tom, že se zevloun nechá unášet náhodou a zároveň tam najde život - a to takový život, který pádí okolo (tak dlouho, abychom si ho všimli, ale ne tak dlouho, abychom mu věnovali pozornost), to je podle Becha pravý zdroj rozkoší.

### Tulák
Tulák tráví většinu času na cestě a život bere jako sérii zastávek, z nichž žádná nemá stálý charakter. Život je pro něj změnou, chybí mu jasný cíl a plán do budoucna. Plánování tulák považuje za ztrátu času vzhledem k rychlému tempu změn ve společnosti. Naopak vlastní cesta je pro něj smyslem bytí. Trasa tuláka vzniká náhodně: tulák vidí svět jako množství šancí, které je nutné využít. Tulák se podle Baumana nezabývá minulostí ani budoucností a k cestě ho nutí neustálá nenaplněná touha, kterou nelze přesně určit ani pojmenovat.

### Turista
Turista je osobnostní vzorec, pro nějž je příznačná honba za dojmy. Na rozdíl od tuláka turista cestovat nemusí a po ukončení cesty se navrací zpět do svého výchozího bodu. Od navštěvovaných míst očekává splnění své touhy po nových zkušenostech a vyhledává exotiku: domov mu slouží jako referenční bod, s jehož pomocí nové prostředí hodnotí. Svou jinakost považuje za přednost mezi cizinci v novém prostředí, nad které se povyšuje.

### Hráč
Postmoderní společnost chápe život jako hru: je v ní obsaženo riziko, skládá se z několika samostatných kol či epizod, žádná porážka není definitivní. Každé kolo hry (nebo epizody života) podle Baumana začíná nanovo a záleží v něm na štěstí a chytrosti hráče. V postmoderní společnosti neexistují trvalé zákonitosti a nelze oddělit náhodu a nutnost, proto jsou všichni její členové hráči, říká Bauman.

## Postmoderní model rodiny
S nástupem postmodernismu se začínají vyskytovat „single“ rodiče a dochází k úpadku dominantního rodinného modelu. Na rozdíl od moderní doby, kde je známější tzv. nukleární rodina, která se skládá z matky, otce a dětí, v postmoderní společnosti se vyskytují zejména „single“ matky (např. v USA je okolo 12 miliónů „single“ rodičů s dětmi pod 18 let, z nichž 80% tvoří jen matky samoživitelky). Charakteristickým rysem pro tento model rodiny je větší míra demokratičnosti, která vede k nestabilitě, nejistotě a jejímu možnému rozpadu.